# Sint-Martinuskerk (Massemen)

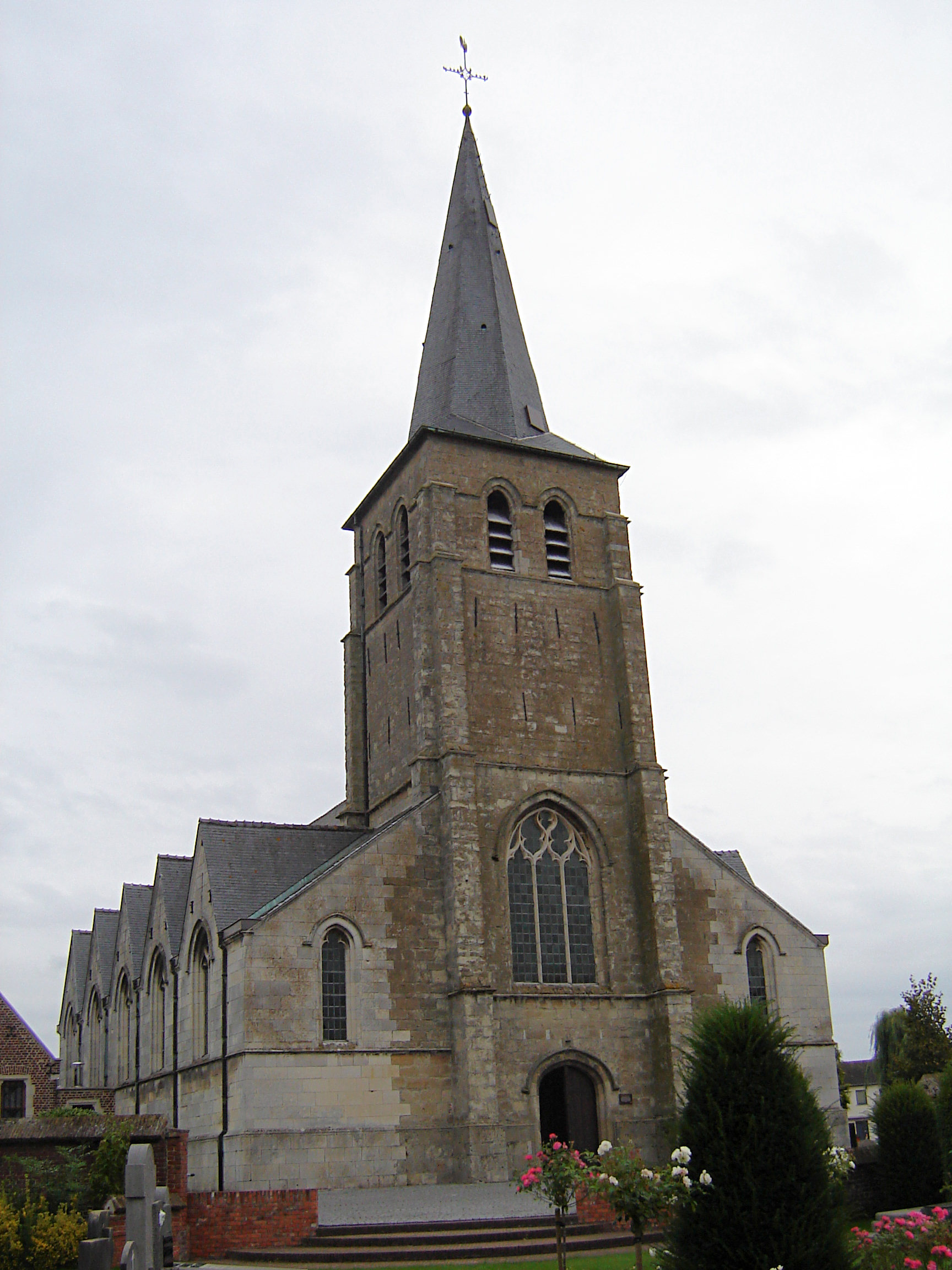
Sint-Martinuskerk

De Sint-Martinuskerk is de parochiekerk van de tot de Oost-Vlaamse gemeente Wetteren behorende plaats Massemen, gelegen aan het Dorpsplein.

## Geschiedenis
In 1019 werd voor het eerst melding gemaakt van een kerk in Massemen. Zeer waarschijnlijk was er al veel eerder sprake van een kerk, maar daaromtrent zijn gegevens voorhanden. Ook over de situatie ná 1019 is weinig bekend. Pas in de 14e eeuw was er sprake van de plaatsing van de grafsteen van de heer en vrouwe van Massemen (1326 respectievelijk 1338) in de middenbeuk van de kerk.
De oudste delen van de huidige kerk zijn de toren (15e eeuw) en het koor (16e eeuw). In 1579 vonden, tijdens de godsdiensttwisten, vernielingen plaats en in 1592 werd de kerk geteisterd door brand. Herstel van de kerk vond tijdens de eerste helft van de 17e eeuw plaats. Ook daarna vonden nog diverse herstellingswerken plaats.
In 1807 werd de kerk vergroot door toevoeging van twee zijbeuken. In 1893 werd de kerk uitgebreid naar ontwerp van Henri Vaerwyck. De zijbeuken en bijbehorende zijkoren werden verbouwd in neogotische trant. Dezelfde architect ontwierp neogotisch kerkmeubilair.

## Gebouw
Het betreft een driebeukig kerkgebouw met ingebouwde westtoren. Deze toren werd uitgevoerd in zandsteen en heeft vier geledingen en een ingesnoerde naaldspits. De zijbeuken zijn uitgevoerd in Gobertangesteen.

## Interieur
De kerk heeft enkele schilderijen uit de 2e helft van de 17e eeuw: Marteling van Sint-Laurentius en Aanbidding der herders. Ook is er een 17e eeuws eikenhouten corpus met nieuw kruis. Het Van Peteghemorgel is van 1738-1739,